# Transiting Exoplanet Survey Satellite
Transiting Exoplanet Survey Satellite (TESS) este un telescop spațial planificat pentru programul NASA, Small Explorer, conceput pentru a căuta planete extrasolare folosind metoda de tranzit. Condus de Institutul de Tehnologie din Massachusetts, finanțat de Google, TESS a fost una dintre cele 11 propuneri selectate pentru finanțarea NASA în septembrie 2011. La data de 5 aprilie 2013, a fost anunțat că TESS, împreună cu Neutron star Interior Composition ExploreR (NICER), au fost selectate pentru lansare în 2017.

## Conceptul misiunii
Odată lansat, telescopul va efectua un program de doi ani de studiu a întregului cer pentru a explora exoplanete în tranzit. TESS va fi echipat cu patru telescoape cu unghi larg și detectoare cu dispozitiv cu cuplaj de sarcină, cu o mărime totală de 192 de megapixeli. Datele vor fi prelucrate și stocate timp de trei luni la bord, și numai datele de interes vor fi transmise pe Pământ pentru analize suplimentare. Datele colectate de către sonda sunt, de asemenea, stocate timp de trei luni, permițând astrofizicienilor să caute date pentru un fenomen tranzitoriu neașteptate, cum ar fi o explozie de raze gamma.

## Obiective științifice
Studiul se va concentra pe stele de tip G și K cu magnitudini aparente mai strălucitoare decât 12. Aproximativ 2 milioane de stele de acest tip vor fi studiate, inclusiv cele mai apropiate de 1.000 pitici roșii. Se consideră că TESS ar putea descoperi între 1.000 - 10.000 de exoplanete tranzitorii care sunt de mărimea Pământului sau mai mari, cu perioade orbitale de până la două luni. Acești candidați ar putea fi investigați ulterior de către spectrometul HARPS și viitorul telescop spațial James Webb. Echipa de dezvoltare de la MIT este atât de optimistă cu privire la misiunea încât a sugerat că primele misiuni cu echipaj în spațiul interstelar ar putea fi pe planetele descoperite de TESS.